# Lijst van rampen in Wales
Dit is een lijst met rampen op het grondgebied van Wales. Deze lijst is een onderdeel van de Lijst van Britse rampen. In deze deellijst zijn alleen gebeurtenissen opgenomen waarbij vijf of meer doden zijn gevallen en gebeurtenissen waarbij er sprake is van een zeer groot effectgebied.

## 17e eeuw
- 1607
  - 30 januari – Bristol Channel Flood. Vooral aan de zuidkust van Wales is de verwoesting bijzonder ernstig. Cardiff is de zwaarst getroffen stad. In totaal kost deze overstroming aan circa 2000 mensen het leven.
- 1675
  - 25 maart – HMY Mary (een voormalig VOC-schip) vergaat in de Ierse Zee op weg van Dublin naar Chester. Alle 28 bemanningsleden en 46 passagiers aan boord verdrinken.

## 18e eeuw
- 1703
  - 7 december – Tijdens de Stormvloed van 1703 komen op de Britse kusten circa 8.000 mensen om het leven. Alleen al op de Pembrokeshire coast in Zuidwest Wales vergaan 30 schepen.
- 1758
  - Mijnongeluk in de mijn Wernfraith bij Neath. 10 doden.[1].
- 1764
  - Mijnongeluk in de mijn Winch Pond bij Neath. 18 mijnwerkers komen om.
- 1770
  - Mijnongeluk in de mijn Wernfraith bij Neath. 17 doden.
- 1779
  - Mijnongeluk in de mijn Winch Pond bij Neath. 11 mijnwerkers komen om.
- 1785
  - Bij de brug over de Menai Street, het water tussen Wales en Anglesay komen 55 mensen om het leven, die hun toevlucht hebben gezocht op een zandbank. Wanneer reddingboten de volgende dag deze schipbreukelingen willen oppikken, blijken ze allemaal te zijn omgekomen.
- 1788
  - 14 maart – In de mijn Llansamlet bij Swansea komen 13 mijnwerkers om het leven door een explosie.[1].
  - 10 juli – In de mijn Waunddu bij Loughor worden 6 mensen gedood.[1].

## 19e eeuw

### 1800-1809
- 1806
  - Mijnongeluk bij Mostyn in de gelijknamige kolenmijn. 36 doden.
- 1807
  - april – Nogmaals een mijnongeluk bij het dorp Mostyn. Ditmaal zijn er 26 doden te betreuren.
- 1809
  - 10 maart – Bij een derde mijnongeluk bij Mostyn in relatief korte tijd zijn 22 mijnwerkers omgekomen.

### 1810-1819
- 1816
  - 9 november – In de Holyhead Bay vergaat de Swan. Hierbij verdrinken 9 bemanningsleden.
- 1817
  - 23 oktober – Bij The Wolves (een drietal gevaarlijke rotsen), noordwestelijk van het eiland Flat Holm strandt het schip William en Mary. 54 opvarenden komen hierbij om het leven.
- 1818
  - 10 april – Bij Cemlyn op Anglesay zinkt de Nancy. Deze ramp kost 8 mensenlevens.

### 1820-1829
- 1820
  - 9 juni – Mijnongeluk in de mijn Cwmgwrach bij Neath. 5 doden.
- 1825
  - Mijnramp bij Swansea in de kolenmijn Cwmllynfell. 59 doden.
- 1828
  - 20 mei – Mijnongeluk in de mijn Flint bij het gelijknamige plaatsje. 5 doden.

### 1830-1839
- 1831
  - 17 augustus – Vergaan van de Rothsay Castle in het oostelijk deel van de Menai Street op de noordkust van Wales. Bij deze ramp vallen 130 doden.
- 1837
  - 12 mei – Mijnongeluk in de mijn Argoed Hall bij Mold. 21 doden.
  - 17 september – Ongeval in de mijn Old Coal Pit bij het plaatsje Blaina. Ook hier 21 doden.
  - 1 december – In de mijn Nantyglo Bailey’s Deep bij Nantyglo gaat het mis. 7 mijnwerkers komen om het leven.
- 1838
  - 16 juni – Ongeluk in de mijn Thomas Chapell bij Begelly. 6 doden.
  - 28 november – Ongeluk in de mijn Cinder Pits bij Blaenafon. 15 doden.

### 1840-1849
- 1840
  - 6 juli – Mijnongeluk in de St David’s Pit bij Llangennech. 5 doden.
  - Mijnongeluk bij Mostyn in de gelijknamige kolenmijn. 11 doden.
- 1844
  - 1 januari – Mijnongeluk in de mijn Dinas bij het dorpje Rhondda. 12 doden.
  - 14 februari – Mijnramp in de mijn Landshipping bij het dorpje Haverfordwest. Hierbij komen 40 mensen om door verdrinking.
  - 13 mei – Mijnongeluk in de mijn Broadmoor bij Llangennech. 7 doden.
- 1845
  - 18 maart – Mijnongeluk in de mijn Abiathur Jones bij het dorp Abersychan. 5 doden.
  - 14 februari – Mijnramp in de mijn Duffryn bij Aberdare. Van de 140 mensen die in de mijn aanwezig zijn komen er 29 door een stofexplosie om het leven. Rond de plaats Aberdare vinden sinds 1845 zestien ongelukken plaats waarbij meer dan vijf slachtoffers vallen.
- 1846
  - 14 januari – Mijnramp in de Risca Black Vein Pit bij Waunfawr. 35 doden.
- 1847
  - 1 september – Mijnongeluk in de mijn GwaunCaeGurwen bij het gelijknamige dorp. 6 doden.
  - 1 december – In de mijn Nantyglo Bailey’s Deep bij Nantyglo komen 8 mijnwerkers om het leven.
- 1848
  - 29 maart – Mijnongeluk in de mijn Eaglesbush bij het dorp Neath. 20 doden.
  - 24 april – Mijnongeluk in de mijn Gadlys bij Aberdare. 5 doden.
  - 21 juni – Mijnongeluk in de mijn Victoria bij Ebbw Vale. 11 doden.
- 1849
  - 16 mei – Mijnongeluk in de mijn Werfa bij Aberdare. 5 doden.
  - 19 mei – Mijnongeluk in de mijn Llantwit-Fardre bij het dorp Pontypridd. 7 doden.
  - 3 augustus – Mijnongeluk in de mijn Cwmnantddu bij het dorp Abersychan. 5 slachtoffers.
  - 14 augustus – Mijnramp in de mijn Lletty Shenklin bij Aberdare. Hierbij vallen 52 doden.

### 1850-1859
- 1850
  - 12 december – Mijnongeluk in de mijn Duffryn bij Aberdare. 13 doden.
- 1851
  - 4 september – Mijnongeluk in de mijn Werfa bij Aberdare. 14 doden.
- 1852
  - 10 mei – Een zwarte dag voor Wales. Door een overstroming in de mijn Gwendraeth bij Pontyberem komen 26 mijnwerkers om het leven. Op dezelfde datum komen in de mijn Duffryn bij Aberdare 64 personen om door een explosie.
- 1853
  - 4 september – Mijnongeluk in de Risca Black Vein Pit bij Waunfawr. 10 doden.
- 1854
  - 4 september – Mijnongeluk in de mijn Frood bij Wrexham. 7 doden.
- 1856
  - 24 juni – Mijnongeluk in de mijn Ynysdavid bij Cwmavon. 12 doden.
  - 15 juli – Grote mijnramp in de mijn Cymmer bij Rhondda. Door een zware explosie komen hier 114 mijnwerkers om het leven.
  - 4 september – Mijnongeluk in de Old Coal Pit bij Blaina. 11 mijnwerkers komen niet levend boven de grond.
  - 30 september – Mijnongeluk in de mijn Brynmally bij Wrexham. 13 doden.
- 1857
  - 27 mei – Mijnongeluk in de mijn Cwmtillery bij Abertillery. 13 doden.
- 1858
  - 25 februari – Mijnongeluk in de mijn Duffryn bij Aberdare. 20 doden.
  - 28 mei – Mijnongeluk in de mijn Brynddu bij Pyle. 12 doden.
  - 11 augustus – Mijnongeluk in de mijn Cae bij Llanelli. 12 doden.
  - 4 november – Mijnongeluk in de mijn Primrose bij Swansea. 14 doden.
- 1859
  - 6 april – Door een overstroming in de mijn Main bij Bryncoch (vlak bij Neath) verdrinken 26 mijnwerkers.
  - 26 oktober – Voor de kust van het eiland Anglesey vergaat de klipper Royal Charter. Bij deze ramp komen 459 mensen om het leven en is daarmee de grootste scheepsramp uit de geschiedenis van Wales.

### 1860-1869
- 1860
  - 25 februari – Vergaan van de Radarstoomboot Nimrod, varende tussen Wales en Ierland. Het schip vergaat voor de zuidwestkust van Wales, hierbij verdrinken 45 opvarenden.
  - 6 november – Mijnongeluk in de mijn Duffryn bij Aberdare. 12 doden.
  - 1 december – Zeer grote mijnramp in de mijn Risca Black Vein Pit bij Waunfawr. 146 doden. Door een grote brand komen een aantal mijnwerkers om, maar de meeste komen om door zuurstofgebrek. 4 geredde werknemers komen later alsnog om door hun verwondingen.
- 1861
  - 8 maart – Een ongeluk in de mijn Blaengwawr bij het al zo vaak getroffen Aberdare kost 13 levens.
  - 26 september – Een mijnongeluk bij de mijn South Mostyn bij Mostyn kost 10 mijnwerkers het leven.
- 1862
  - 23 januari – In een storm vergaat het SS Kangaroo op de westkust van Wales. Hierbij verdrinken 13 opvarenden.
  - 12 februari – Mijnongeluk in de mijn Bryngwiog bij Mold. 16 doden.
  - 19 februari – In de mijn Gethin bij Merthyr Tydfil vindt een grote ramp plaats. Hierbij komen 47 mensen om het leven.
  - 3 juli – Mijnongeluk in de mijn Old Castle bij Llanelli. 6 doden.
  - 9 augustus – Mijnongeluk in de mijn Lletty Shenklin bij Aberdare. 5 doden.
- 1865
  - 14 januari – Vergaan van het Amerikaanse schip Lelia op de noordkust van Wales bij het lichtschip Prince voor de Great Orme. 7 doden.
  - 21 juni – Groot ongeluk in de mijn Bedwellty Pits bij Tredegar. 27 doden.
  - 20 december – Mijnramp in de mijn Gethin bij Merthyr Tydfil. 36 doden.
- 1867
  - 8 november – Twee zware explosies in de Ferndale Colliery kosten aan 178 mijnwerkers het leven. Deze mijn is gelegen bij Rhondda.
  - 27 december – Mijnongeluk in de mijn Bwllfa bij Aberdare. 5 doden.
- 1868
  - 20 augustus – Treinramp bij Abergele aan de noordkust van Wales. Met 33 doden was dit tot dan toe de grootste treinramp in het Verenigd Koninkrijk.
  - 30 september – Mijnongeluk in de mijn Wynnstay bij Ruabon. 10 doden.
- 1869
  - 30 september – Mijnongeluk in de mijn Llanerch bij Abersychan. 10 doden.
  - 8 november – Een zware explosie in wederom de Ferndale Colliery kost ditmaal aan 53 mijnwerkers het leven.
  - 11 november – Mijnongeluk in de mijn Hendreforgan bij Swansea. 6 doden.

### 1870-1879
- 1870
  - 8 januari – Mijnongeluk in de mijn Fochriw bij Dowlais. 5 doden.
  - 14 februari – Mijnramp in de mijn Morfa bij Port Talbot. 30 doden.
  - 23 juli – Mijnongeluk in de mijn Charles Pit bij Llansamlet. 19 doden.
  - 8 oktober – Mijnongeluk in de mijn Abercwmboi bij het gelijknamige dorp. 5 doden.
- 1871
  - 24 februari – Mijnramp in de mijn Pentre bij Rhondda. 38 doden.
  - 2 maart – Groot ongeluk in de mijn Victoria bij Ebbw Vale. 19 doden.
  - 4 oktober – Mijnongeluk in de mijn Gadlys bij Aberdare. 5 doden.
- 1872
  - 11 januari – Groot ongeluk in de mijn Oakwood bij Maesteg. 19 doden.
  - 22 januari – Mijnongeluk in de mijn Libanus bij Blackwood. 5 doden.
- 1873
  - 24 april – Mijnongeluk in de mijn Wynnstay bij Ruabon. 7 doden.
- 1874
  - 26 augustus –Ongeluk in de mijn Barrow bij Bryncethin. 5 doden.
  - 26 september – Mijnongeluk in de mijn Bryn Cethin bij Bridgent. 5 doden.
- 1875
  - 3 december – Groot ongeluk in de mijn New Tredegar bij Bedwelty. 22 doden. 3 dagen later vindt weer een groot ongeluk plaats, ditmaal in de mijn Llan bij Pentyrch. Hierbij vallen 16 doden.
- 1876
  - 18 december – Mijnramp in de mijn Cwmtillery bij Abertillery. 23 doden
- 1877
  - 10 maart – Groot ongeluk in de mijn Worcester bij Fforestfach. 19 doden. Oorzaak is een explosie.
  - 11 april – Mijnongeluk in de mijn Tynewydd bij Porth. 5 doden.
- 1878
  - 15 april – Mijnongeluk in de mijn Western Moor bij Neath. 5 doden.
  - 30 mei – Mijnongeluk in de mijn Brynmally bij Wrexham. 6 doden. Rond de plaats Aberdare vinden sinds 1878 maar liefst 11 ongelukken plaats waarbij meer dan 5 slachtoffers vallen.
  - 11 september – In de vroege morgen van deze dag zijn 325 mannen en jongens aan het werk in de Prince of Wales Colliery te Abercarn. Een zware explosie maakt het eind aan de levens van 268 van hen.
- 1879
  - 2 april – Mijnramp in de mijn Dinas bij Rhondda. 63 doden. De oorzaak is een zware explosie.
  - 24 juni – Mijnongeluk in de mijn Waun Pit bij Cwmavon. 6 doden.

### 1880-1889
- 1880
  - 10 maart – Mijnongeluk in de mijn Bedwellty Pits bij Tredegar. 6 doden.
  - 30 mei – Mijnongeluk in de mijn Bersham bij Wrexham. 9 doden.
  - 7 juli – Mijnongeluk in de mijn Garngoch bij Swansea. 6 doden.
  - 15 juli – Mijnramp in de mijn Risca New Mine bij Waunfawr. Hierbij komen maar liefst 120 mensen om het leven.
  - 10 december – Een tweede zeer grote mijnramp dit jaar. Ditmaal in de mijn Naval bij Penygraig. Hierbij komen 101 mensen om het leven.
- 1882
  - 11 februari – Mijnongeluk in de mijn Lewis Merthyr bij Pontypridd. 6 doden.
  - 3 maart – Mijnongeluk in de mijn Henwaen bij Blaina. 5 doden.
- 1883
  - 1 februari – Mijnongeluk in de mijn Lewis Merthyr (Old Coedcae) bij Pontypridd. 5 doden.
  - 21 augustus – Mijnongeluk in de mijn Gelli bij Ystrad. 5 doden.
  - 25 juni – Mijnongeluk in de mijn New Duffryn bij Rhymney. 5 doden.
- 1884
  - 27 januari – Mijnongeluk in de mijn Naval bij Penygraig. 14 doden.
  - 8 november – Mijnongeluk in de mijn Pochin bij Tredegar. 15 doden.
  - 7 december – Bij het eiland Anglesey strandt het schip SS Pochard. 23 opvarenden komen hierbij om het leven.
- 1885
  - 23 december – Mijnramp in de mijn Maerdy bij Rhondda. Hierbij komen 81 mensen om het leven.
- 1886
  - 15 oktober – Vergaan van het SS Malleny in het Kanaal van Bristol. 20 bemanningsleden komen om het leven.[2]
  - 9 december – Mijnongeluk in de mijn George Pit bij Mountain Ash. 15 doden.
- 1887
  - 18 februari – Mijnramp in de mijn Standard bij Ynyshir. Hierbij komen 38 mensen om het leven.
- 1888
  - 14 mei – Mijnongeluk in de mijn Aber bij Ogmore Vale. 5 doden.
- 1889
  - 13 maart – Groot ongeluk in de mijn Brynmally bij Wrexham. Hierbij vallen 20 doden.

### 1890-1899
- 1890
  - 22 januari – Mijnongeluk in de mijn Glyn bij Pontypool. 5 doden.
  - 6 februari – Een grote ramp vindt plaats in de mijn Llanerch bij Abersychan. Hierbij komen 176 mannen om het leven.
  - 10 maart – Wederom een grote mijnramp. Ditmaal door een grote explosie in de mijn Morfa bij Port Talbot. Er vallen 87 slachtoffers.
- 1891
  - 22 januari – Mijnongeluk in de mijn Blaengwynfi bij het gelijknamige dorp. 8 doden.
- 1892
  - 24 augustus – Mijnongeluk in de mijn Hendreladus bij Ynyscedwin. 5 doden.
  - 26 augustus – Een grote ramp vindt plaats in de mijn Park Slip bij Tondu. Hierbij komen 110 mannen om het leven.
- 1893
  - 23 januari – Mijnongeluk in de mijn Dowlais Cardiff bij Abercynon. 8 doden.
  - 11 april – Een grote ramp vindt plaats in de mijn Great Western bij Rhondda. Hierbij komen 63 mannen om het leven.
  - 12 augustus – Bij het dorp Llantrisant ontspoort een stoomtrein. Hierbij komen 13 mensen om en raken er 12 gewond.
- 1894
  - 23 juni – Een zeer grote ramp vindt plaats in de mijn Albion bij Cilfynydd. Hierbij komen maar liefst 290 mannen om het leven door een explosie van mijngas.[3].
- 1895
  - 9 september – Mijnongeluk in de mijn Dowlais Cardiff bij Abercynon. 6 doden. Dezelfde dag nog vindt er een soortgelijk ongeluk plaats in de mijn Tynybedw bij Pentre, waarbij eenzelfde aantal doden valt.
- 1896
  - 27 januari – Een grote ramp vindt plaats in de mijn Tylorstown bij Rhondda. Hierbij komen 57 mannen om het leven.
  - 4 augustus – Door een overstroming in de mijn Main bij Bryncoch (vlak bij Neath) verdrinken 7 mijnwerkers.
  - 9 december – Mijnongeluk in de mijn River Level bij Abernant. 6 doden.
- 1897
  - 5 januari – Mijnongeluk in de mijn Broadoak bij Loughor. 5 doden.
  - 11 juni – Mijnongeluk in de mijn Garth Merthyr bij Maesteg. 9 doden.
- 1899
  - 18 augustus – Groot ongeluk in de mijn Lluest bij Pontyrhyl. Hierbij vallen 19 doden.

## 20e eeuw

### 1900-1909
- 1900
  - 24 oktober – Mijnongeluk in de mijn Glen Rhondda bij Rhondda. 5 doden.
- 1901
  - 10 september – Mijnongeluk in de mijn Llanbradach bij het gelijknamige dorp. 8 doden.
  - 11 april – Een grote ramp vindt plaats in de mijn Universal bij Senghenydd. Hierbij komen 81 mannen om het leven.
- 1902
  - 4 maart – Mijnongeluk in de mijn Milfraen bij Blaenavon. 5 doden.
  - 4 juni – Mijnongeluk in de mijn Fochriw No.2 bij Dowlais. 8 doden. Een dag eerder vielen in Abertridwr ook al 6 doden.
  - 3 september – Groot ongeluk in de mijn McLaren bij Abertysswg. Hierbij vallen 17 doden.
  - 1 oktober – Een liftkabel breekt in de mijn Tirpentwys bij Pontypool. 8 mijnwerkers vallen tientallen meters naar beneden.
  - 11 november – Mijnongeluk in de mijn Deep Navigation bij Treharris. 5 doden.
- 1904
  - 13 augustus – Mijnongeluk in de mijn Nine Mile Point bij Cwmfelinfach. 7 doden.
- 1905
  - 21 januari – Mijnongeluk in de mijn Elba bij Gowerton. 11 doden.
  - 10 maart – Groot ongeluk in de mijn Cambiran bij Clydach. Hierbij vallen 31 doden.
  - 11 juli – Grote mijnramp in de mijn National te Wattstown. 119 arbeiders vinden hierbij de dood.
- 1906
  - 28 april – Mijnongeluk in de mijn Dowlais Cardiff bij Abercynon. 5 doden
  - 1 juni – Mijnongeluk in de mijn Court Herbert bij Neath. 5 doden.
  - 10 november – Mijnongeluk in de mijn Albion bij Cilfynydd. 6 doden
- 1907
  - 16 februari – Mijnongeluk in de mijn Trimsharan bij het gelijknamige dorp. 6 doden
  - 5 maart – Mijnongeluk in de mijn Genwen bij Llanelli. 6 doden
  - 10 november – Mijnongeluk in de mijn Seven Sisters bij Dulais Valley. 5 doden
- 1909
  - 27 augustus – Mijnongeluk in de mijn Naval bij Penygraig. 14 doden.
  - 1 oktober – Mijnongeluk in de mijn Tareni bij Godre'r Graig. 5 doden
  - 29 oktober – Groot ongeluk in de mijn Darran bij Deri. 27 doden
  - 1 november – Mijnongeluk in de mijn Birchrock bij Pontardulais. 6 doden

### 1910-1919
- 1911
  - 23 januari – Botsing tussen een passagierstrein en een kolentrein. Hierbij vallen 11 doden en raken 5 mensen gewond.
- 1912
  - 18 mei – Mijnongeluk in de mijn Markham bij Blackwood. 6 doden
- 1913
  - 14 oktober – Zeer grote mijnramp in de Zeche Universal Colliery bij Senghenydd. Hierbij vallen 439 doden. Het is de grootste mijnramp uit de geschiedenis van het Verenigd Koninkrijk en wereldwijd de op zes na grootste ooit.
  - 18 oktober – Mijnongeluk in de mijn Glynea bij Bynea. 8 doden
- 1917
  - 15 februari – Bij The Wolves (een drietal gevaarlijke rotsen noordwestelijk van het eiland Flat Holm) strandt het schip Swansea Packet. 60 opvarenden komen hierbij om het leven.
  - 30 oktober – Het oorlogsschip Eskmere vergaat voor de noordkust van Wales. 20 opvarenden verdrinken.
  - 13 november – In het St. George Channel vergaat de Ierse Ardmore. 19 doden.
  - 7 december – SS Earl of Elgin wordt door een torpedo de grond in geboord. Hierbij vallen 12 doden.
  - 15 december – Voor de westkust van Wales vergaat door een torpedo het SS Formby. Hierbij komen 35 opvarenden om het leven.
  - 27 december – Het stoomschip Adela vergaat bij het eiland Anglesey. 24 opvarenden verdrinken.
- 1918
  - 26 januari – Bij Lynas Point vergaat de Ierse stomer Cork. 12 doden.

### 1920-1929
- 1921
  - 26 januari – Trein ontspoort bij Abermule in Montgomeryshire. Hierbij vallen 17 doden en raken 36 mensen gewond.
- 1923
  - 26 april – Mijnongeluk in de mijn Trimsharan bij het gelijknamige dorp. 10 doden
- 1924
  - 27 november – Mijnongeluk in de mijn Killan bij Dunvent. 5 doden
  - 5 december – Mijnongeluk in de mijn Llay Main bij Wrexham. 9 doden
  - 27 november – Mijnongeluk in de mijn Ponthenry bij Llanelli. 5 doden
- 1925
  - 2 november – De stuwdam van het Llyn Eigiau breekt door. Het dorp Dolgarrog wordt hierdoor zwaar getroffen. 17 bewoners komen om het leven.
- 1927
  - 11 juli – Grote mijnramp in de mijn Marine te Cwm, Ebbw Vale. 52 arbeiders vinden hierbij de dood.
- 1928
  - 15 januari – De stoomvistrawler Cartagena vergaat voor de noordkust van Wales. 12 opvarenden verdrinken.
- 1929
  - 10 juli – Mijnongeluk in de mijn Milfraen bij Blaenavon. 9 doden.
  - 28 november – Mijnongeluk in de mijn Wernbwll bij Penclawdd. 7 doden

### 1930-1939
- 1934
  - 8 november – Zeer grote ramp in de Gresford kolenmijn bij Wrexham. Hierbij vallen 266 doden.
- 1936
  - 26 mei – Mijnongeluk in de mijn Loveston in Pembrokeshire. 7 doden.
- 1939
  - 3 september – De onderzeeboot Thetis loopt aan de grond in de Red Wharf Bay op Anglesey. Bij deze ramp komen 99 mensen om het leven.

### 1940-1949
- 1940
  - 22 juli – De GY-214 Campina zinkt bij Holyhead door een mijnexplosie. De 9 bemanningsleden komen om het leven.
  - 19 augustus – Bombardement op Pembroke Dock door de Luftwaffe. Door de aanwezigheid van olieopslagtanks brand het vuur maar liefst 18 dagen.
- 1941
  - 2 januari – De Cardiff Blitz. Duitse vliegtuigen vallen Cardiff aan, op dat moment de grootste kolenoverslaghaven ter wereld. Hierbij vinden 165 mensen de dood.
  - 20 februari – Bombardement op Swansea door de Luftwaffe, gedurende 3 dagen. Hierbij vinden 387 mensen de dood.
- 1942
  - 20 juli – Een Lockheed 414 Hudson I stort neer bij Llanfair. Alle 13 inzittenden vinden hierbij de dood.[4].
- 1943
  - 25 april – Bij een ongeluk met een landingsboot in de buurt van Milford Haven komen 78 mensen om het leven. In het stadje staan nog 39 grafstenen die aan deze ramp herinneren.[5].
- 1944
  - 10 december – Vergaan van het Amerikaanse stoomschip Dan Beard voor de zuidwestkust van Wales. 29 doden.
- 1945
  - 11 januari – Het stoomschip Normandy Coast vergaat bij het eiland Anglesey. 19 opvarenden verdrinken.
- 1947
  - 23 april – In het Kanaal van Bristol zinkt het stoomschip Samtampa. Hierbij komen 39 bemanningsleden en 8 redders om het leven.

### 1950-1959
- 1950
  - 12 maart – Een Avro 689 Tudor 5 stort neer bij Llandow. Van de 83 inzittenden komen er 80 om het leven.[6].
- 1952
  - 10 januari – Tijdens slecht weer stort een Iers vliegtuig in de bergen van Wales neer. 23 passagiers en 3 bemanningsleden komen om het leven.[7]
- 1953
  - 5 mei – Een aanrijding tussen een trein en een auto bij een overweg in Tregaron kost aan 6 mensen het leven.
- 1954
  - 3 maart – Bij Pembroke stort een Sunderland van de RAF neer. 7 van de 11 inzittenden komen daarbij om.
- 1955
  - 6 september – Mijnongeluk in de mijn Blaenhirwaun bij Cross Hands. 6 doden.
- 1956
  - 22 november – Mijnongeluk in de mijn Lewis Merthyr bij Pontypridd. 6 doden.
- 1957
  - 16 juli – Door een plotselinge verandering van een zeestroom komen bij het plaatsje Barmouth 8 baders om het leven.[8].

### 1960-1969
- 1960
  - 28 juni – Mijnramp in de mijn Arael Griffin bij Six Bells Aberbeeg. Deze ramp kost 45 mensen het leven.
- 1962
  - 16 april – Mijnongeluk in de mijn Tower bij Hirwaun. 9 doden.
- 1965
  - 17 mei – In de mijn Cambrian bij Clydach vindt een zware explosie plaats. Hierdoor vinden 31 arbeiders de dood.
- 1966
  - 21 oktober – Ramp van Aberfan. Dit dorp raakt gedeeltelijk bedolven onder een ingezakte afvalberg uit een steenkoolmijn die naast het dorp gelegen was. De afvalberg bedolf onder andere een basisschool waardoor er 116 kinderen om het leven kwamen. In totaal vonden er 144 mensen de dood.[9].

### 1970-1979
- 1971
  - 6 april – Door het ontstaan van mijngas komen in de mijn Cynheidre bij Pentremawr 6 mijnwerkers om het leven.[10].

### 1980-1989
- 1984
  - 10 februari – Bij een grote brand in Tonyrefail vallen 6 doden.[11]

### 1990-1999
- 1995
  - 10 augustus – Bij een brand in Wrexham in het noorden van Wales vallen 5 doden.[12]

## 21e eeuw

### 2000-2009
- 2001
  - 28 februari – Een aanrijding tussen een bus en een vrachtauto in het zuiden van Wales kost aan 5 mensen het leven.